# بخش اسپرینگفیلد (سامیت کانتی، اوهایو)
بخش اسپرینگفیلد (به انگلیسی: Springfield Township) یک منطقهٔ مسکونی در ایالات متحده آمریکا است که در شهرستان سامیت، اوهایو واقع شده‌است.
 بخش اسپرینگفیلد ۳۹٫۰ کیلومتر مربع مساحت و ۱۴٬۵۵۵ نفر جمعیت دارد و ۳۳۰ متر بالاتر از سطح دریا واقع شده‌است.